# ロレッタ・リー
ロレッタ・リー（李麗珍、Loretta Lee、1966年1月8日 - ）は、香港生まれの女優。

## 経歴
1984年に『停不了的愛』で映画デビューし、1987年の『最後勝利』での演技を絶賛される。日本では「香港の薬師丸ひろ子」として紹介された。1994年、ヘアヌード写真集『Reminiscence 李麗珍（ロレッタ・リー）写真集』を発表。『～ロリータ』シリーズなどの成人映画にも主演して話題となる。1996年、音楽家の許願（クラレンス・ホイ）と結婚し、出産後は一時休業していたが1999年に芸能活動を再開し、同年の映画『千言萬語』で金馬奨主演女優賞を受賞している。
許とは2000年に離婚し、2004年ごろからは数本の映画に出演するだけでほとんど芸能活動を行っていなかったが、2014年に香港のテレビ局TVBより放送されるドラマ『ネバー・ダンス・アローン』（エリック・ツァン演出）に、グロリア・イップらとともに主演し、芸能界への本格的復活を果たした。

## 出演作

### 映画
- ハッピー・キョンシー 女子高生てんこもり（1984年）
- プッツン学園騒動記 恋のアンハッピーエンド（1984年）
- 上海ブルース（1984年）
- メリー・クリスマス（1984年）
- 開心楽園（1985年）
- レスリー・チャン 君の瞳に恋してる（1985年）
- 恋愛季節（1986年）
- 逆噴射おもしろ家族 宝くじには御用心（1987年）
- 最後勝利（1987年）
- オフィスラブの鎮魂歌 受付嬢は不倫がお好き（1987年）
- チャイニーズ・ゴースト・バスターズ（1988年）
- 霊幻道士完結篇 最後の霊戦（1989年）
- ミスター・ココナッツ（1989年）
- 美少女ゴースト脱走計画（1990年）
- グッバイ・ヒーロー（1990年）
- 孔雀王アシュラ伝説（1990年）
- 爆走!!高速トライアル（1991年）
- 上海1920 あの日みた夢のために（1991年）
- 獅子よ眠れ（1992年）
- 霊幻道士6 史上最強のキョンシー登場!!（1992年）
- ハッピー・ブラザー（1992年）
- ロレッタ・リーのハード・ロリータ 禁断の果実（1993年）
- ロレッタ・リーのマダム・ロリータ 爛熟の果実（1993年）
- 香港人肉竹輪（1993年）
- ファイナル・ロリータ 完熟の蜜蜂（1994年）
- ロレッタ・リーのロリータ3人娘のぞき大作戦 ピーピング・キャッツ（1994年）
- 欲望の街・純愛篇 紅い疾風（1996年）……VHS邦題：不夜街/危険な天使たち、DVD邦題：セクシー&デンジャラス 〜欲望の街・女古惑仔〜
- ロレッタ・リー×スー・チーin SEX&禅（1996年）……DVD邦題：スー・チーのSEX&禅
- 千言萬語（1999年）
- 幽霊刑事（2001年）
- 少林サッカー外伝（2004年）
- 無敵のドラゴン（2019年）
- 香港の流れ者たち（中国語版） (2021年)

### テレビ
- ネバー・ダンス・アローン（香港TVB、2014年4月21日～5月31日）

## 写真集
- 「Reminiscence　李麗珍(ロレッタ・リー)写真集」竹書房 (1994/6/1)